# Виноградов Олег Михайлович
Виноградов Олег Михайлович (1 серпня 1937, Ленінград) — російський хореограф, балетмейстер. Народний артист СРСР (1983). Художній керівник балетної трупи і головний балетмейстер Маріїнського театру.
1958 року закінчив Ленінградське хореографічне училище. У 1958 — 1965 роках — артист Академічного театру опери та балету ім. С. М. Кірова (нині Маріїнський театр). В період 1968—1973 років — балетмейстер-постановник театру імені Кірова. 1973—1977 — балетмейстер Ленінградського Малого оперного театру, з 1977 року — головний балетмейстер Ленінградського театру опери та балету імені Кірова.
1990 року заснував у Вашингтоні Всесвітню академію балету, став артистичним директором балетної трупи в Сеулі.

## Нагороди
- Лауреат Державної премії РРФСР (1970)
- Лауреат премії Ленінського комсомолу (1977)
- Лауреат премій ім. М. Петіпа (1980, 1983)
- Народний артист СРСР (1983)
- Лауреат премії «Пікассо» (Чикаго, 1987)
- Призер «Великого срібного лева» (1988)
- Удостоєний вищого звання в галузі літератури і мистецтва Франції — титулу «шевальє».